# Voghiera

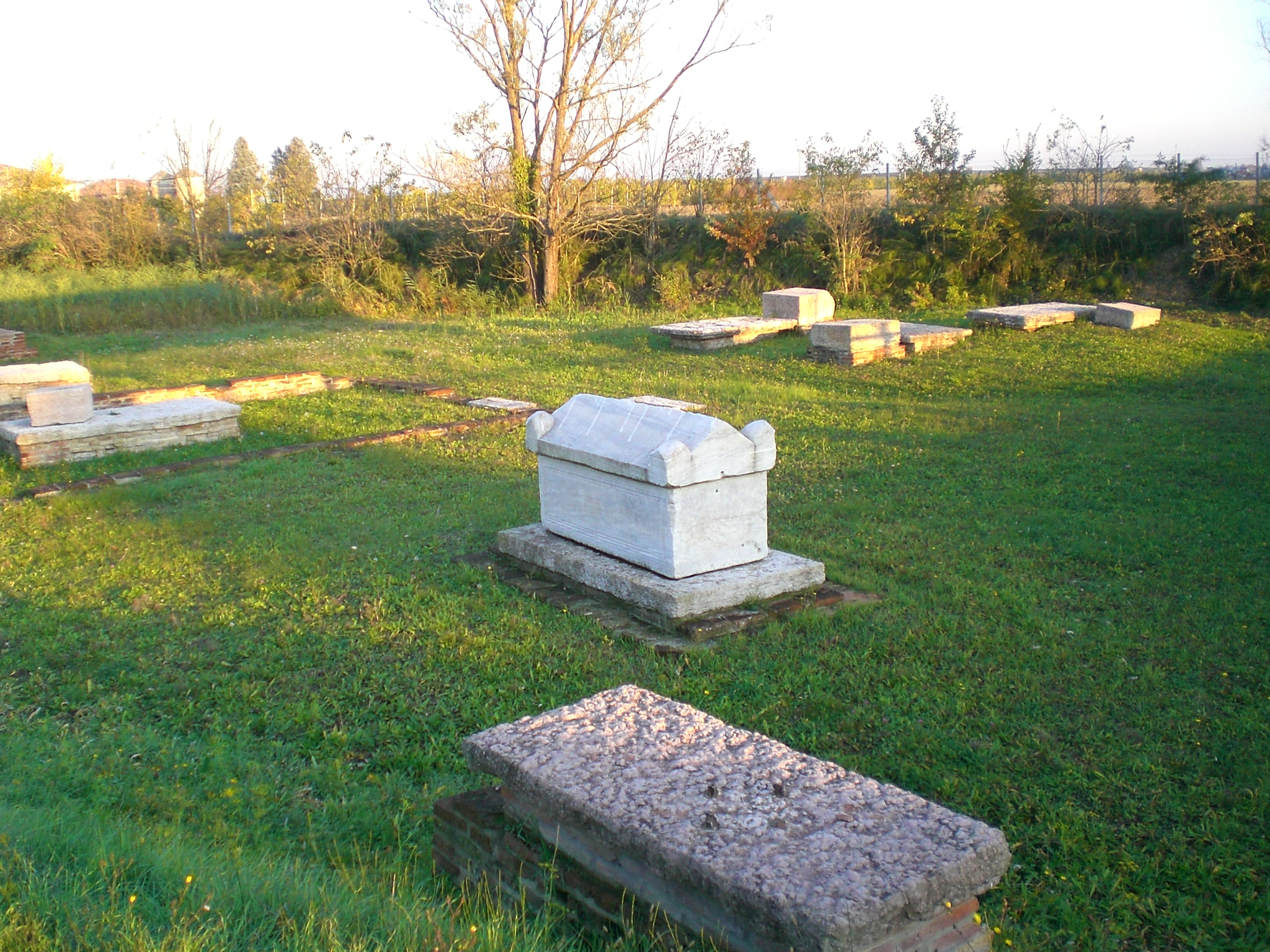
Area archeologica di Voghenza

Voghiera (Ughièra in dialetto ferrarese) è un comune italiano di 3 610 abitanti della provincia di Ferrara in Emilia-Romagna.

## Geografia fisica
- Classificazione climatica: zona E, 2276 GG
- Classificazione sismica: Zona 3 (sismicità bassa), Ordinanza PCM n. 3274 del 20/03/2003

## Storia
Voghiera fu una frazione di Portomaggiore fino al 20 gennaio 1960, quando venne proclamata comune.

### Simboli
Lo stemma e il gonfalone sono stati concessi con DPR del 27 ottobre 1962.
Lo stemma raffigura la porta del castello estense di Belriguardo. Sull'arco d'ingresso campeggia lo stemma estense inquartato e sorretto da due angeli.
Il gonfalone municipale è un drappo di rosso.

## Monumenti e luoghi d'interesse

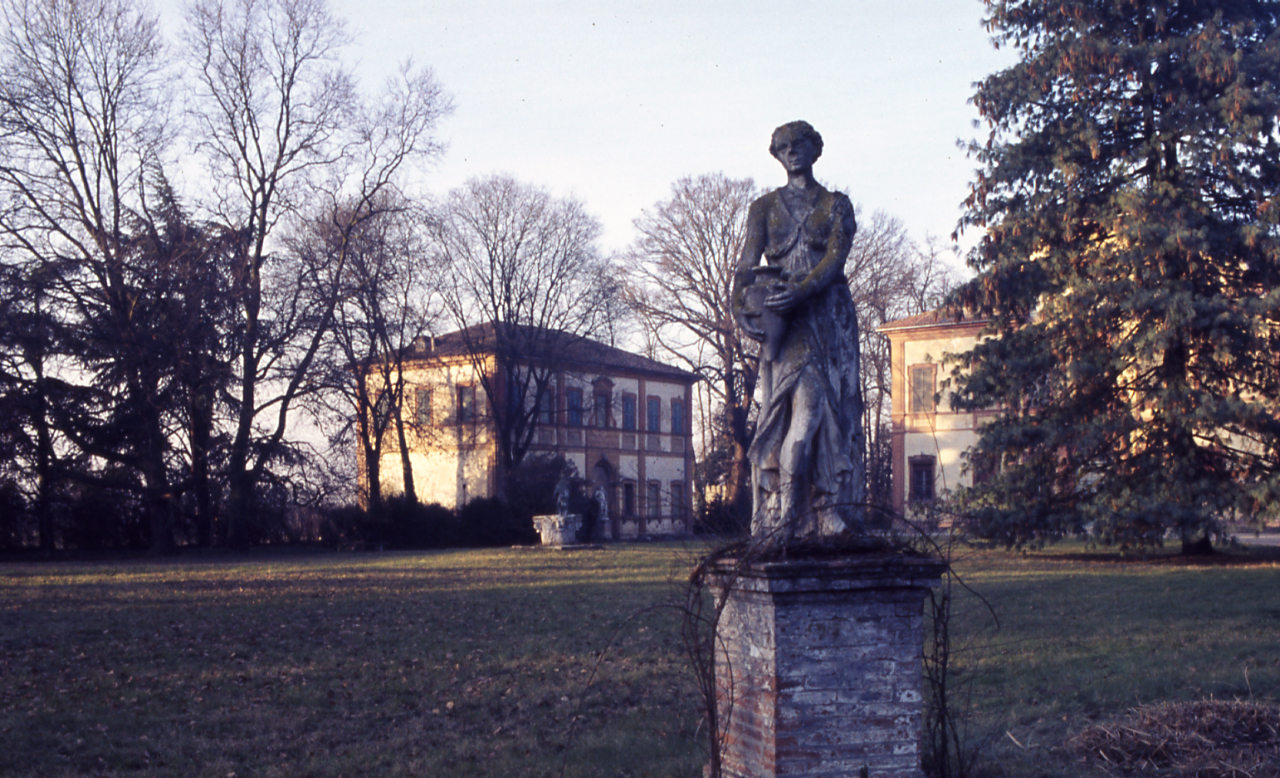
Il giardino di villa Massari Ricasoli fotografato da Paolo Monti nel 1974. Fondo Paolo Monti, BEIC

### Architetture religiose
Il comune di Voghiera ospita sul suo territorio 5 parrocchie, ognuna con la sua chiesa:
- Chiesa della Natività di Maria Vergine, a Voghiera.
- Chiesa di San Leo, a Voghenza
- Chiesa di San Tommaso di Canterbury, nella frazione di Gualdo.
- Chiesa di San Lorenzo Martire nella frazione di Ducentola.
- Chiesa dell'Immacolata Concezione della Beata Maria Vergine, del XV secolo, nella frazione di Montesanto.

Inoltre sono presenti:
- Oratorio di Sant'Antonino (XIII secolo)
- Necropoli romana (I secolo a.C. - III secolo a.C.)

### Architetture civili
- Delizia di Belriguardo, una delle delizie estensi. Al suo interno è ospitato il Museo civico di Belriguardo
- Villa Navarra
- Villa Massari Ricasoli, poi Mazzoni, di Voghenza (ricostruita nel XVIII secolo conservando elementi della precedente costruzione del XVI); uno degli annessi ospita un teatrino.
- Ponte romano di Voghiera

## Società

### Evoluzione demografica
Abitanti censiti

### Etnie e minoranze straniere
Al 31 dicembre 2007 a Voghiera risultano residenti 76 cittadini stranieri. Le nazionalità principali sono:
- Ucraina - 18

### Religione
La maggioranza della popolazione è di religione cristiana di rito cattolico appartenenti all'arcidiocesi di Ferrara-Comacchio.
Fino al 657 la frazione Voghenza è stata sede vescovile.

## Cultura

### Musei
- Museo civico di Belriguardo, comprende un percorso suddiviso in tre sezioni: archeologica, rinascimentale ed arte moderna. Nella prima, sono esposti materiali rinvenuti da scavi archeologici dell'antica città romana di Voghenza e ceramiche databili tra il XIV e il XVII secolo[8]; nella seconda, sono presenti sia affreschi, come nella Sala delle Vigne, che reperti ferraresi risalenti dal XIV al XVII secolo, provenienti da una fossa di butto presente nei giardini; nella terza, la sala dedicata allo scultore autoctono Giuseppe Virgili, la collezione di archeologia industriale con la mostra permanente delle Piccole metallurgie ferraresi nonché la Pinacoteca Ottorino Bacilieri, le cui opere sono collocate in diversi locali del Museo.
- Museo del modellismo storico

## Geografia antropica

### Frazioni
Elenco delle frazioni come riportato nello statuto del comune di Voghiera, con popolazione secondo il censimento Istat del 2001:
- Ducentola: 320 abitanti, 1 m s.l.m.
- Gualdo: 316 abitanti, 6 m s.l.m.
- Montesanto: 318 abitanti, 3 m s.l.m.
- Voghenza: 513 abitanti, 4 m s.l.m.

## Economia
Pur essendo un prodotto di nicchia, l'eccellenza della zona è l'aglio, denominato DOP nel maggio 2010 mentre il marchio UE era provvisorio già dal 2007. Coltivato anche in altri comuni della provincia (Argenta, Masi Torello, Portomaggiore, Ferrara), per ottenere il marchio, l'aglio non deve solo essere coltivato in tali zone ma in esse devono essere attuate anche le successive fasi di produzione. Voghiera ne produce circa il 60%, garantendo ottimi utili ai produttori e tendendo ad un progressivo aumento. L'iscrizione di tale prodotto nelle liste europee sia DOP che IGP, è il frutto della cooperazione sia dei produttori che amministrazioni locali e dell'Università. Nel 2017, si contavano 44 aziende per un totale di 130 ettari coltivati. Con l'arrivo provvisorio del marchio europeo, fu quindi dato lo stop alla vendita sui campi, facendo nascere le prime aziende di lavorazione, confezionamento, distribuzione e commercializzazione, creando così l'attuale filiera e facendo salire il prezzo del prodotto locale del 30% a fronte di quello della concorrenza.
Dall'aglio di Voghiera derivano altri prodotti tra cui i paté, l’olio aromatizzato, i sottoli con aglio e cipolla o aglio e pepe e l'aglio nero fermentato nonché il gelato.

## Infrastrutture e trasporti
- stazione di Montesanto, stazione ferroviaria posta lungo la linea Ferrara–Rimini

### Principali arterie stradali
- Raccordo autostradale 8: uscita Gualdo.
- Strada Provinciale 29
- Strada Provinciale 37

## Amministrazione
Di seguito è presentata una tabella relativa alle amministrazioni che si sono succedute in questo comune.
| Periodo        | Periodo        | Primo cittadino     | Partito                      | Carica  | Note   |
| -------------- | -------------- | ------------------- | ---------------------------- | ------- | ------ |
| 22 luglio 1985 | 9 luglio 1990  | Giuliano Mastellari | Partito Socialista Italiano  | Sindaco | [ 12 ] |
| 18 luglio 1990 | 24 aprile 1995 | Lauro Capisani      | Partito Socialista Italiano  | Sindaco | [ 12 ] |
| 24 aprile 1995 | 14 giugno 1999 | Neda Barbieri       | lista civica                 | Sindaco | [ 12 ] |
| 14 giugno 1999 | 14 giugno 2004 | Neda Barbieri       | lista civica                 | Sindaco | [ 12 ] |
| 14 giugno 2004 | 8 giugno 2009  | Claudio Fioresi     | lista civica                 | Sindaco | [ 12 ] |
| 8 giugno 2009  | 26 maggio 2014 | Claudio Fioresi     | lista civica                 | Sindaco | [ 12 ] |
| 26 maggio 2014 | 27 maggio 2019 | Chiara Cavicchi     | lista civica Progetto comune | Sindaco | [ 12 ] |
| 27 maggio 2019 | 10 giugno 2024 | Paolo Lupini        | lista civica Progetto comune | Sindaco | [ 12 ] |
| 10 giugno 2024 | in carica      | Paolo Lupini        | lista civica Progetto comune | Sindaco | [ 12 ] |

## Sport
Ha sede nel comune l'associazione polisportiva dilettantistica Voghiera Football Club, nata nel 2022. Affiliata al CONI e alla FIGC. I colori sociali sono il biancazzurro. Partecipa con la squadra di calcio a 11 al campionato provinciale di Terza Categoria FIGC, con la squadra di calcio a 7 al campionato provinciale della UISP-CSI. Nella stagione 2024/25 ha sottoscritto una joint-venture con la società dilettantistica Football Woman che partecipa al campionato di calcio a 5 nella palestra di Voghiera.